# The Big Ear
The Big Ear va ser un radiotelescopi tipus Kraus de la Universitat Estatal d'Ohio. L'observatori formava part del projecte SETI de Cerca d'intel·ligència extraterrestre. La construcció de l'observatori va començar el 1956 i es va acabar el 1961. Va ser inaugurat el 1963, i el 1977 va rebre el senyal Wow!. Va ser desmantellat el 1998.